# Девлетшах Хатун
Султанија Хатун (османски турски: سلطان خاتون), била је ћерка Сулејмана Шах-бега, владара Гермијанијада. Била је супруга султанаБајазита I из Османског царства.

## Породица
Султанија Хатун рођен је ћерка од анадолског принца Сулејмана Шах-бега, владара Гермијанијада. Њена мајка Мутахара Хатун, нежно звана 'Абиде' (она која обожава), била је унука Румија, оснивача суфијског реда Мевлевија, преко његовог сина Султана Валада. Имала је два брата, Иљас-пашу и Хизир-пашу.

## Брак
Године 1378. Сулејман Шах послао је изасланика султану Мурату I, предложивши брак између његове ћерке султаније Хатун и престолонаследника Бајазита. Желећи да заштити своју територију од инвазија Караманида, предложио је овај брак и као мираз понудио своју ћерку, Кутахју, своје седиште моћи и неколико других градова. Мурат се сложио и стекао већи део кнежевине.
Хроничари сведоче о богатству које је било приказано током свадбене гозбе. Хроничари описују драгоцене поклоне које је на венчање донео Гази Евренос, османски господар маршира у Европи, који је између осталог укључивао крпе од злата, двеста златних и сребрних послужавника са златним флоринима.